# Михайло-Лукашеве
Михайло-Лукаше́ве — село в Україні, адміністративний центр Михайло-Лукашівської сільської громади Запорізького району Запорізької області. Населення становить 1106 осіб (2001).

## Географія
Село Михайло-Лукашеве розташоване за 40 км від обласного та районного центру, 12 км від міста Вільнянськ, на правому березі річки Мокра Московка за 2,5 км від правого берега річки Солона, на відстані 0,5 км від села Нововасилівське та за 2 км від сіл Новомихайлівське і Колос. У селі бере початок балка Гнила. Через село пролягає автошлях національного значення Н15. Найближча залізнична станція Вільнянськ (за 12 км).

## Історія
«Твердження, що на початку свого існування, це було кріпосне село коменданта Олександрівської фортеці Михайла Караватки та що воно засноване у 1780-ті роки — помилкове. На карті Катеринославської губернії 1808 року село відсутнє. Як слідує з аналізу картографічних джерел, Михайло Караватка в останній чверті XVIII століття мав інше село під назвою Михайлівка (околиці сучасного села Бекарівка), яке було розташоване на лівому березі річки Мокрої Московки.
Село Михайло-Лукашеве засноване в першій чверті XIX століття, як кріпосне на землях колезького асесора, поміщика Мойсея Михайловича Іваненка, якому належало також село Андріївка. Землі, на якій було згодом засноване село Михайло-Лукашеве, під назвою  пустощі Ганнівська (рос. мовою в джерелах „Аннинская“) у 1793 році була власністю вдови генерала Андрія Леванідова — Ганни Василівни Леванідової.
Наприкінці XVIII століття земля була придбана Мойсеєм Іваненком. У першій половині XIX століття село перебувало у його власності. У 1850 році, за архівними документами, село належало донці Іваненка, дружині підполковника Софії Мойсіївни Лукашевичної. Перша частина назви села на честь батька  Мойсея Іваненко — Михайла, друга частина топоніму за прізвищем чоловіка Софії — Лукашевича. Подвійна назва фіксується з початку XX століття. У стародавніх джерелах згадується як Михайлівка, Лукашевичева, Лукашева, Михайло-Лукашево, Михайло-Лукашеве (за джерелами Ю. П. Князькова «Запорізька область. Історико-топонімічний і географічний словник»).
У 1839 році в селі  збудована Миколаївська церква (на честь святителя Миколая), якою опікувалася дружина поміщика Лукашевича — Софія.
Населення зростало дуже повільно. Станом на 1859 рік налічувалось 45 домогосподарств та 242 мешканців, у тому числі 123 чоловіки. У 1880 році Михайло-Лукашеве стало волосним центром. В ньому були зведені поштова станція, декілька кам'яних будинків, земська школа. У 1894 році в селі  побудований завод сільськогосподарських знарядь, власником якого був місцевий мешканець Пшеничний. За даними перепису 1897 року, у Михайло-Лукашевому налічувалось 92 домогосподарств та проживало 653 особи.
У 1913 році в Михайло-Лукашевому налічувалося 132 домогосподарств та проживало 929 мешканців, з яких майже три чверті були бідняками. У 1920 році, після встановлення радянської влади, підприємство націоналізували та дістало назву «Державний завод № 9».
7 (20) листопада 1917 року, відповідно до Третього Універсалу Української Центральної Ради, увійшло до складу Української Народної Республіки.
Внаслідок поразки Перших визвольних змагань Михайло-Лукашеве увійшло до складу УРСР.
7 березня 1923 року утворено Михайло-Лукашівський район. У грудні 1924 року район було перейменовано в Софіївський, а центром його стало — селище Софіївка (нині — м. Вільнянськ). У 1922 році невеликі колективні господарства об'єднались з комуною «Гігант», а 1931 року на базі комуни виникло декілька колгоспів, серед яких — «Зоря» в Михайло-Лукашевому.
У 1932—1933 роках мешканці Михайла-Лукашевого зазнали сталінського геноциду.
У лютому 1943 року, під час Другої світової війни, передові танкові частини Червоної армії захопили Михайло-Лукашеве та найближчі села, проте, втративши пальне і боєприпаси, танкісти змушені були відступити. 21 вересня 1943 року село було остаточно захоплене Червоною армією. Наразі в цей день досі відзначається День села.
З 24 серпня 1991 року село належить до незалежної України.
5 березня 2015 року в селі було повалено пам'ятник Леніну.
12 червня 2020 року, відповідно до розпорядження Кабінету Міністрів України № 713-р «Про визначення адміністративних центрів та затвердження територій територіальних громад Запорізької області», село увійшло до складу Михайло-Лукашівської сільської громади.
19 липня 2020 року, в результаті адміністративно-територіальної реформи та ліквідації Вільнянського району, село увійшло до складу новоутвореного Запорізького району.

## Сьогодення
Площа села — 264,1 га., тут налічується 412 двори.
Кількість населення на 01.01.2007 р. — 1185 чол.
В центрі села Михайло-Лукашеве знаходиться братська могила радянських воїнів і пам'ятник загиблим односельцям.
В селі працює загальноосвітня школа, у якій розміщується музей на громадських засадах.
Також в селі працює дільнича лікарня, великі підприємства ТОВ «Зоря», ЗАТ «Агротехсервіс».

## Населення

### Мова
Розподіл населення за рідною мовою за даними перепису 2001 року:
| Мова            | Кількість | Відсоток |
| --------------- | --------- | -------- |
| українська      | 974       | 88.07%   |
| російська       | 125       | 11.30%   |
| вірменська      | 2         | 0.18%    |
| румунська       | 2         | 0.18%    |
| білоруська      | 1         | 0.09%    |
| інші/не вказали | 2         | 0.18%    |
| Усього          | 1106      | 100%     |

## Відома особа
- Шумило Анатолій Іванович (1977—2015) — учасник російсько-української війни 2014—2017 рр., Нагороджений орденом «За мужність». На будівлі Михайло-Лукашівської школи, вихованцем якої був Анатолій Шумило, встановлено пам'ятну дошку.